# Аззам, Самира
Сами́ра Азза́м (араб. سميرة عزام‎, 1927—1967) — арабская писательница и переводчица. Считается одной из основоположниц современной палестинской литературы. Литературный критик Райя Ан-Наккаш называет её «принцессой краткой формы в арабской литературе». Политическая активистка, член Палестинского фронта освобождения с 1961 года и до своей смерти.

## Биография
Самира Аззам родилась 13 сентября 1927 года в Акке (Подмандатная Палестина), в семье арабов-христиан. Отец — Кайсар Аззам, мать — Олимпия Бури. Кроме неё, в семье были брат и три сестры. Начальную школу окончила в Акке, дополнительное образование получила в духовном колледже для девушек в Хайфе. Тогда же показала способности к языкам, с отличием закончив дополнительные курсы английского.
В 1943—1945 преподавала в греческой православной школе в Акке. Тогда же стала публиковать первые статьи и рассказы в арабоязычной газете «Falastin» под псевдонимом Девушка с Побережья. После захвата Акки в 1948 году вся семья бежала в Иорданию, откуда позднее переехала в Ливан. Два года училась в иракской женской высшей школе в Эль-Хилла, затем вернулась в Ливан. Продолжала публиковаться в местных газетах и журналах. С 1952 года также работала ведущей на кипрской радиостанции Near East Radio с авторской программой «Женский уголок» и, позднее, «Когда наступает утро».
В 1957 переехала в Багдад, где встретила своего будущего мужа (Адиб Юсуф аль-Хисн), также палестинского беженца из Назарета. Однако в 1959, после «Революции 14 июля», оба были обвинены в поддержке насеризма, высланы из Ирака и вернулись в Ливан. К этому периоду относится расцвет творчества писательницы и основной массив публикаций как в периодических изданиях, так и отдельными сборниками. Также в 1961 году Самира Аззам вступает в Палестинский фронт освобождения и становится одной из его видных активистов.
Самира Аззам скоропостижно скончалась от сердечного приступа 8 августа 1967 года, в возрасте всего 39 лет. Смерть застала её во время поездки в Амман, в окрестностях которого она собиралась брать интервью у палестинских беженцев. Согласно версии её биографов, сердечный приступ стал следствием потрясения от известия о падении Восточного Иерусалима.

## Творчество
Самира Аззам известна как переводчик на арабский ряда британских и американских авторов, например, пьесы «Кандида» Бернарда Шоу. Однако её литературная известность связана прежде всего с её собственными рассказами. Именно в формате краткой прозы она демонстрирует свой талант. Основной темой её произведений является жизнь и культура палестинской диаспоры в разных странах.

## Сборники рассказов
- Мелочи жизни (أشياء صغيرة‎)
- Глубокая тень (الظل الكبي‎)
- Часы и люди (الساعة والإنسان‎)
- Ид аль-Адха: вид на праздник из западного окна (العيد من النافذة الغربية‎)
- Отзвуки (أصداء‎)

Два последних сборника были изданы посмертно, на основе сохранившихся планов писательницы и отдельных прижизненных публикаций. Наибольшую популярность получил сборник «Часы и люди», рассказы из которого включены в школьную программу по литературе в ряде арабоязычных школ. По центральному рассказу сборника, философской притче «Человек и его будильник», в 2010 был снят художественный фильм.